# カトル・ブラ

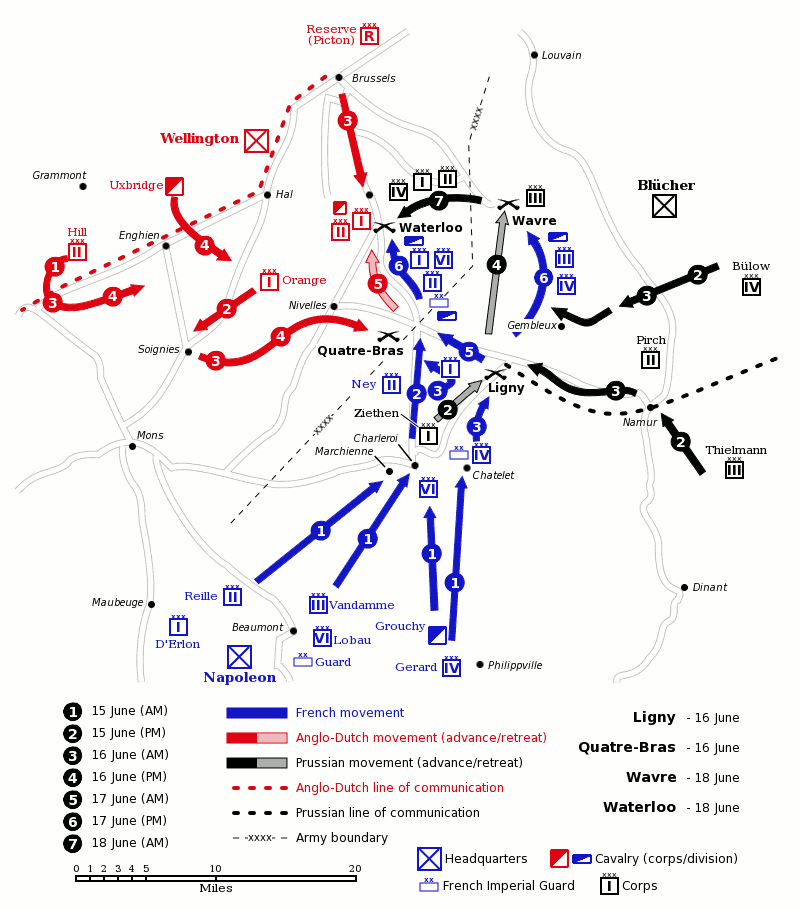
ワーテルロー戦役マップ、カトル・ブラは地図中央

カトル・ブラ（Quatre Bras）は、ベルギー、ブラバン・ワロン州にある交差点。キャトル・ブラとも呼ばれる。シャルルロワ-ブリュッセル街道とニヴェル-ナミュール街道が交差することから名付けられた。1815年6月16日、カトル・ブラの交差点の近くでカトル・ブラの戦いがナポレオン・ボナパルトから左翼を任されたネイ元帥とウェリントン公の間で行われた。
同じ名前の地名は、ブリュッセル-タービュレン街道とブリュッセル郊外の外環道路との交差点にもある。こちらは通常Vier-ArmenkruispuntまたはQuatre Bras de Tervurenと呼ばれブリュッセル周辺の道路交通の要所となっている。